# Wervershoof
| Gemeentegrenzen Wijkgrenzen Buurtgrenzen Autosnelweg Secundaire weg Spoorweg |  |  | ██ Geselecteerde gemeente ██ Bebouwd gebied ██ Bos of park ██ Binnenwater, rivier of kanaal |

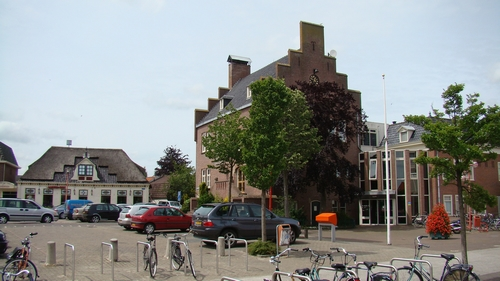
Wervershoof

De oude gemeente Wervershoof en omgeving

Wervershoof (uitspraakⓘ) (Westfries: Werfershouf of Wurvershouf) is een dorp in de gemeente Medemblik in de regio West-Friesland in de Nederlandse provincie Noord-Holland. Het dorp heeft 8.130 inwoners (2023). Tot 1 januari 2011 was Wervershoof een zelfstandige gemeente.

## Geschiedenis
Over het ontstaan van de plaatsnaam Wervershoof bestaan een aantal versies. Voor velen is de vernoeming naar de hoeve van de prediker Werenfridus de meest geliefde. Werenfridus was volgeling van Willibrord en kwam naar het gebied in 690 om het woord van Willibrord en zijn evangelie te verkondigen. Hij woonde destijds in een hoeve in het latere Wervershoof .
De plaats wordt in 1311 genoemd als Warfartshove in een baljuwsrekening. Het dorp Wervershoof bestond alleen uit de Dorpstraat en het buurtje Driehuizen, gelegen ten oosten van het dorp. Ten westen van het dorp lag Hoog- en Laag-Zwaagdijk, bestaande uit de huidige Simon Koopmanstraat (de Lagedijk) en Onderdijk. De kerk was gewijd aan de H. Werenfridus. Deze kerk bediende naast de inwoners van Wervershoof, ook bewoners van nabij gelegen buurtschappen. Na de Reformatie ging de kerk over naar protestantse handen. Uiteindelijk kerkten de katholieken in drie schuilkerken, twee in Andijk en een aan de Lagedijk, dus buiten het eigenlijke dorp gelegen. In 1805 werden de schuilkerken opgeheven en bouwden met een nieuwe katholieke kerk aan de Dorpstraat. Deze werd in 1875 vervangen door de huidige kerk op dezelfde plek.
Het inwoneraantal schommelde tussen de 250 en 400. Na een dieptepunt in het midden van de 18e eeuw, begon het inwonertal te stijgen. In 1795 waren er 420 inwoners, in 1869 was dit gegroeid tot bijna 800 inwoners. De gemeente zelf werd toen vergroot met Hoog- en Laag-Zwaagdijk en had toen zo'n 1600 inwoners. De bevolkingsgroei ging gestaag door tot het begin van de 20e eeuw, wanneer de bevolking sterker begon te groeien. Na de Tweede Wereldoorlog nam de bevolkingsgroei nog meer toe. In 1971 had de gemeente zo'n 5000 inwoners. In het gebied tussen de Dorpstraat en de Simon Koopmansstraat werden woonwijken aangelegd, waardoor de Simon Koopmansstraat deel ging uitmaken van het dorp Wervershoof. De andere plaatsen in de gemeente groeiden minder hard dan het dorp Wervershoof.
De gemeente Wervershoof bestond naast het dorp Wervershoof uit de dorpen Onderdijk en Zwaagdijk-Oost (Zwaagdijk). De verkeersaders die door de gemeente liepen waren de N240 en de N302. Op 1 januari 2010 telde de gemeente 8.794 inwoners (bron: CBS) en had ze een oppervlakte van 30,85 km² (waarvan 6,72 km² water). Op 1 januari 2011 is de gemeente gefuseerd met de gemeenten Andijk en Medemblik. Met elkaar vormen ze de nieuwe gemeente Medemblik. De laatste burgemeester van de gemeente Wervershoof was Floris Vletter.

## Molen
Bij de grens van de bebouwde kom aan het Zijdwerk, de oude dijkweg die Wervershoof met Zwaagdijk verbindt, staat de molen De Hoop. Naar alle waarschijnlijkheid is deze stellingmolen van oorsprong afkomstig uit de Binnendijkse Buitenveldertsepolder in de toenmalige gemeente Nieuwer-Amstel en werd hij in 1889 in Wervershoof geplaatst als vervanger van een oudere kleinere molen.In 1955 werd deze molen als eerst met een tandemopwekking installatie uitgerust om stroom op te wekken voor het elektriciteitsnet als bijverdienste voor de molenaar. In de molen is een museum gewijd aan de nagedachtenis van de legendarische sportverslaggever Theo Koomen.

## Geboren
- Pieter Schoutsen (1862-1943) politicus, burgemeester, tuinder.
- Jacobus Grent (1889-1983), bisschop, naar wie het Bisschop Grentplantsoen is vernoemd.
- Jan Buis (1892-1935), missionaris werkzaam in Shandong, China.
- Jan de Boer (1893-1956), burgemeester en hoogheemraad.
- Hans Caro (1928-1972), roeier.
- Theo Koomen (1929-1984), sportverslaggever, naar wie de Theo Koomenlaan is vernoemd en aan wie sinds april 2013 in molen De Hoop een museum is gewijd.
- Jacques Hetsen (1945-2007), bouwondernemer en manager van BZN.
- Leo Kenter (1958), muzikant en schrijver.
- Eric Steltenpool (1965) voetballer
- Yvonne Spigt (1988), schaatsster, Nederlands kampioene marathonschaatsen op natuurijs 2008 en 2012
- Bert Steltenpool (1994) voetballer